# Парижский собор (577)
Парижский собор — поместный собор, проведённый в Париже весной 577 года.
Парижский собор 577 года был проведён при франкском короле Хильперике I. На нём присутствовали сорок пять духовных лиц. Собравшиеся церковные иерархи лишили поста архиепископа Руана Претекстата по выдвинутому обвинению в поддержке мятежа королевского сына Меровея. Э. Лэндон посчитал это ложным наветом, но согласился с обоснованностью выдвинутых претензий в связи с венчанием Меровея на вдове его дяди Брунгильде. Хотя Хильперик заблаговременно продумал сценарий суда, Претекстат с успехом защищался, пока не был введён в заблуждение посредником: возможно, Бертрамом, обещавшим от имени короля прощение в случае признания справедливости обвинений в государственном заговоре. Епископ Тура Григорий отказался поддержать это осуждение. Едва не отлучив от церкви, Претекстата, лишив сана, изгнали — вероятно, на остров Джерси. На его место был поставлен Мелантий.